# Malá Poľana
Malá Poľana est un village de Slovaquie situé dans la région de Prešov.

## Histoire
Première mention écrite du village en 1567.

## Démographie

### Évolution de la population
| Année:               | 1994. | 2004.    | 2014.   | 2024.    |
| -------------------- | ----- | -------- | ------- | -------- |
| Nombre de personnes: | 134   | 114      | 113     | 98       |
| Différence:          |       | -14,92 % | -0,87 % | -13,27 % |

| Année:               | 2023. | 2024.   |
| -------------------- | ----- | ------- |
| Nombre de personnes: | 101   | 98      |
| Différence:          |       | -2,97 % |